# Lijst van kortste pontificaten

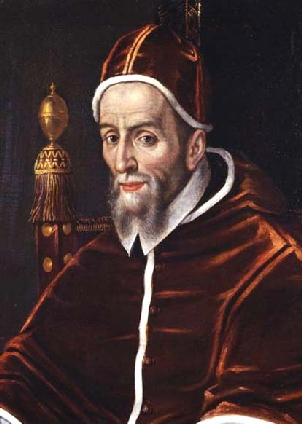
Paus Urbanus VII

Dit is een lijst van kortste pontificaten van pausen uit de Rooms-Katholieke Kerk.

## Kortste pontificaten
Een pontificaat is de ambtsperiode van een paus. Los van Petrus geldt de regeerperiode van Pius IX als de langste in de geschiedenis (31 jaar). Daartegenover staat een veelvoud van pausen die minder dan een jaar op de zetel van Petrus hebben gezeten. Deze lijst geeft de namen van die pausen, in negatieve volgorde, te beginnen bij paus Urbanus VII die dertien dagen paus was. Hij stierf voordat hij werd gekroond, evenals Celestinus IV. De dag waarop de paus werd verkozen en de dag waarop hij overleed, worden beide meegeteld.
| # | Naam paus         | Periode                          | Ambtsperiode (in dagen) |
| - | ----------------- | -------------------------------- | ----------------------- |
| 1 | Urbanus VII       | 15 september – 27 september 1590 | 13                      |
| 2 | Bonifatius VI     | april 896                        | 16                      |
| 3 | Celestinus IV     | 25 oktober – 10 november 1241    | 17                      |
| 4 | Theodorus II      | december 897                     | 20                      |
| 5 | Sisinnius         | 15 januari – 4 februari 708      | 21                      |
| 6 | Marcellus II      | 9 april – 30 april 1555          | 22                      |
| 7 | Damasus II        | 17 juli – 9 augustus 1048        | 24                      |
| 8 | Pius III          | 22 september – 18 oktober 1503   | 27                      |
| 8 | Leo XI            | 1 april – 27 april 1605          | 27                      |
| 9 | Benedictus V      | 22 mei – 23 juni 964             | 33                      |
| 9 | Johannes Paulus I | 26 augustus – 28 september 1978  | 33                      |

## Geschrapte paus
- Paus Stephanus (II) werd op 23 maart 752 uitverkoren en stierf twee dagen later, nog voordat hij ingehuldigd werd. In 1961 is hij geschrapt uit de officiële lijst van het Vaticaan.